# Montagny-les-Lanches
Montagny-les-Lanches är en kommun i departementet Haute-Savoie i regionen Auvergne-Rhône-Alpes i sydöstra Frankrike. Kommunen ligger i kantonen Seynod som tillhör arrondissementet Annecy. År 2022 hade Montagny-les-Lanches 812 invånare.

## Befolkningsutveckling
Antalet invånare i kommunen Montagny-les-Lanches
| Referens: INSEE |